# Colin Blakely
| Colin Blakely                             | Colin Blakely                             |
| Kattints az alábbi külső linkek egyikére! | Kattints az alábbi külső linkek egyikére! |
| ----------------------------------------- | ----------------------------------------- |
| Nem található szabad kép.(?)              |                                           |
| külső link · jogvédett                    | Dr. Watson szerepében (1970)              |

Colin George Blakely (Bangor, Észak-Írország, Egyesült Királyság, 1930. szeptember 23. –  London, 1987. május 7.) észak-írországi származású brit színész. Szerepelt az Egy ember az örökkévalóságnak c. Oscar-díjas filmben (1966). Doktor Watsont alakította a Sherlock Holmes magánéletében (1970), Marcus Antoniust az Antonius és Kleopátrában (1981) és Sztálint a Vörös cárban (1983). Az 1977-es Equusban nyújtott alakításáért BAFTA-díjat kapott. Jelentős Shakespeare-előadó volt, színpadon, filmvásznon és a televízióban.

## Élete

### Származása, tanulóévei
Észak-Írországban, a Down megyei Bangorban született. Gyermekkoráról és kora ifjúságáról keveset tudunk. Az angliai Sedbergh bentlakásos iskolájába járt. Több észak-írországi rögbi és futballcsapatban rendszeresen játszott. Belfastban, szüleinek sportfelszerelést árusító boltjában eladóként kezdett dolgozni, majd a vasúthoz ment fizikai munkásnak. A belfasti Group Theatre-ben tanulta a színészmesterséget, 1959-ben a londoni Royal Court Theatre-ben debütált Seán O’Casey Kukuriku ifiúr (Cock-a-Doodle Dandy) c. darabjában. Sokoldalú karakterszínészként gyorsan népszerű lett, jó orgánumú Shakespeare-előadóként neves londoni színházakhoz szerződtették. 1961-ben a Stratford-upon-Avon-i Royal Shakespeare Company tagja lett, 1963-1968 között az Old Vic színházban játszott a Royal National Theatre és a Royal Court Theatre társulatával dolgozott, a londoni West Enden.

### Színészi pályája
Karel Reisz rendező Szombat este, vasárnap reggel című 1960-as filmjében, mely Alan Sillitoe hasonló című regényéből készült, megkapta a „Szájhős” (Loudmouth) szerepét, amellyel megalapozta filmszínészi karrierjét. A „dühöngő ifjak” (Angry Young Men) művészeti irányzatot képviselő fiatal rendezők és forgatókönyvírók filmjeiben kezdett szerepelni, főleg a hűséges jóbarát típusú karakterszerepeket kapta. Sokoldalú tehetségét látva azonban a rendezők egyre változatosabb szerepeket osztottak rá.
1962-ben kapta első televíziós szerepét a BBC Armchair Theatre című tévészínházi sorozatában. 1962-ben Charles Crichton rendező egyazon epizódban két különböző szerepet is eljátszatott vele, sikerrel. 1967-ben Mickle szerepében megjelent a népszerű Bosszúállók (The Avengers) című kémfilm-sorozatban, Patrick Macnee mellett.
A színpadon is remekelt. 1969-ben Dennis Potter: Az Emberfia (Son of Man) című drámájában ő játszotta a megkínzott Jézust. Az előadás a kritikusok élénk polémiáját váltotta ki, Blakely-nek viszont széleskörű elismertséget szerzett. Ezután rendszeres szereplője lett a brit televíziónak. Még 1969-ben főszerepet játszott Anthony Trollope: Így élünk most (The Way We Live Now) BBC-adaptációjában. Az 1970-es években számos Shakespeare-színmű tévéfilmes változatában szerepelt a BBC-ben.
Nevezetes filmes szerepei közé sorolandó Maurice Braithwaite alakítása Lindsay Anderson rendező 1963-as Egy ember ára című filmdrámájában, Richard Harris mellett; a viking Rhykka alakítása Jack Cardiff rendező 1964-es A vikingek kincse c. kalandfilmjében. Morus Tamás szolgáját, Matthew-t játszotta Fred Zinnemann rendező 1966-os Egy ember az örökkévalóságnak című történelmi filmdrámájában, mely több Oscar-díjat nyert. Billy Wilder 1970-es bűnügyi filmvígjátékában, a Sherlock Holmes magánéletében Blakely alakította Dr. Watsont, Sherlock Holmes elmaradhatatlan kísérőjét. Sidney Lumet 1974-es Gyilkosság az Orient expresszen című krimijében, mely Agatha Christie regényéből készült, ő játszotta azt a rendőrtisztet, akit szerelmi viszony fűzött az Armstrong-családnál dolgozó és öngyilkosságba kergetett szolgálóleányhoz.
Szerepelt Richard Attenborough rendező 1972-es életrajzi filmjében, A fiatal Churchillben, Simon Ward és Robert Shaw mellett. Vígjátéki szerepeket is kapott, így főszerepet vitt az 1973-as The National Health című kórházi komédiában, melyet Jack Gold rendezett és Blake Edwards 1976-es A rózsaszín párduc újra lecsap c. bűnügyi paródiájában. Fajsúlyos drámai szerepet kapott Sydney Lumet 1977-es pszicho-horrorjában, az Equusban (1977). Alan Strangot játszotta, a zavart elméjű Frank Strang bigott és képmutató apját. Ezért az alakításáért 1978-ban megkapta a legjobb férfi mellékszereplőnek járó BAFTA-díjat.
1980-ban Jack Gold rendező A kis lord című családi tévéfilmjében Mr. Hobbs-ot formálta meg. A film világszerte népszerű lett, karácsonykor rendszeresen felkerül több tévéadó műsorára. 
Ugyanebben az évben Blakely szerepelt John Irvin rendező A háború kutyái c. kalandfilmjében, nemzetközi sztárokkal, Christopher Walkennel, Tom Berengerrel, Jean-François Stéveninnel és másokkal.   
1983-ban ismét Jack Gold szerepeltette, ezúttal a Vörös cár című történelmi filmjében, ahol Blakely magát a címszereplőt, Joszif Sztálint alakította, drámai erővel.
Shakespeare-művek filmváltozataiban is remekelt. 1981-ben a címszereplőt, Marcus Antoniust formálta meg, Jane Lapotaire partnereként, a Jonathan Miller által rendezett Antonius és Kleopátra tévéfilmben, amelyet a BBC televíziós Shakespeare-sorozatának részeként mutattak be. 1983-ban a Granada tévétársaság által készített Lear király filmben Kentet alakította, a címszereplő Laurence Olivier mellett. Közben folyamatosan szerepelt neves színpadokon, klasszikus és kortárs színművekben.

### Magánélete
1961-ben Margaret Whiting angol színésznőt vette feleségül. Három fiúgyermekük született. 
Karrierje csúcsán, 56 éves korában, 1987-ben hunyt el Londonban leukémia következtében.

## Filmszerepei
- 1986: Paradise Postponed, tévé-minisorozat; Dr. Salter
- 1985: Julie-hadművelet (Operation Julie), tévéfilm; Dick Lee detektívfelügyelő
- 1985: The Beiderbecke Affair, tévé-minisorozat; Forrest rendőr-főfelügyelő
- 1984: The New Statesman, tévésorozat; George Vance
- 1984: Don Camillo; Peppone
- 1983: Legend of the Champions; tévéfilm; kihallgatótiszt
- 1983: Vörös cár (Red Monarch); tévéfilm; Sztálin
- 1981–1983: Meghökkentő mesék (Tales of the Unexpected); tévésorozat; Colin Mearns / Dr.David Rankin
- 1983: Lear király (King Lear), tévéfilm; Kent
- 1983: Landscape, tévéfilm Harold Pinter színművéből; Duff
- 1982: A rózsaszín párduc nyomában  (Trail of the Pink Panther); Alec Drummond
- 1982: Nyaraló gyilkosok (Evil Under the Sun); Sir Horace Blatt
- 1981: Nailed, tévéfilm; idős protestáns
- 1981: Antonius és Kleopátra (Antony & Cleopatra), tévéfilm; Antonius
- 1981: Kasszasiker (Loophole); Gardner
- 1980: A háború kutyái (The Dogs of War); North
- 1980: A kis lord (Little Lord Fauntleroy), tévéfilm; Hobbs
- 1980: The Day Christ Died, tévéfilm, Kajafás
- 1980: Nijinsky; Vaszilij
- 1979: Találkozások rendkívüli emberekkel (Meetings with Remarkable Men); Tamil
- 1978: A nagy álom (The Big Sleep); Harry Jones
- 1977: Equus; Frank Strang
- 1976: A rózsaszín párduc újra lecsap (The Pink Panther Strikes Again); Drummond
- 1976: Arena, tévésorozat; Frank Strong / önmaga
- 1976: It Shouldn’t Happen to a Vet; Siegfried Farnon
- 1975: The Hanged Man, bűnügyi tévésorozat; Lewis Burnett
- 1975: Szerelem a romok között (Love Among the Ruins); tévéfilm; J.F.Devine
- 1975: Churchill’s People, tévésorozat; névtelen szereplő
- 1975: Galileo Galilei (Galileo); Priuli
- 1974: Gyilkosság az Orient expresszen (Murder on the Orient Express); Mr.Hardman
- 1973: Full House, tévésorozat; Merik
- 1973: The National Health; Edward Loach
- 1972: A fiatal Churchill (Young Winston); Butcher
- 1972: Something to Hide; Mr.Blagdon
- 1972: The Man Outside, tévésorozat; Flannery
- 1972: The Challengers, tévésorozat; Sam Brodie
- 1970: Sherlock Holmes magánélete (The Private Life of Sherlock Holmes); Dr. Watson
- 1969: Nagy Alfréd (Alfred the Great); Asher
- 1969: Így élünk most (The Way We Live Now), tévésorozat; Augustus Melmotte
- 1968: Decline and Fall… of a Birdwatcher; Solomon Philbrick
- 1968: The Champions, tévésorozat; kihallgatótiszt
- 1968: The Vengeance of She; George
- 1968: Charlie Bubbles; Smokey Pickles
- 1967–1968: Man in a Suitcase, kémfilm-tévésorozat, Loyola atya
- 1967: Bosszúállók (The Avengers), tévésorozat; Mickle
- 1967: The Day the Fish Came Out; a pilóta
- 1967: Seven Deadly Virtues, tévésorozat; Tom Mather
- 1967: The Troubleshooters, tévésorozat; Cardino parancsnok
- 1966: The Spy with a Cold Nose; szovjet miniszterelnök
- 1966: Egy ember az örökkévalóságnak (A Man for All Seasons); Matthew
- 1965: The Legend of Young Dick Turpin; kapuőr
- 1964: Hajrá, franciák! (Allez France!); vak ember
- 1964: Never Put It in Writing; Oscar
- 1964: A vikingek kincse (The Long Ships); Rhykka
- 1963: The Informers; Charlie Ruskin
- 1963: Egy ember ára (This Sporting Life); Maurice Braithwaite
- 1962: A jelszó: bátorság (The Password Is Courage); német fickó
- 1960: Szombat este, vasárnap reggel (Saturday Night and Sunday Morning); Szájhős (Loudmouth)
- 1960: On Trial, tévésorozat; John Dempsey

## További információ
- Colin Blakely a PORT.hu-n (magyarul)
- Colin Blakely az Internetes Szinkronadatbázisban (magyarul)
- Colin Blakely az Internet Movie Database-ben (angolul)
- Colin Blakely a Rotten Tomatoeson (angolul)
- Colin Blakely az AlloCiné weboldalán (franciául)
- Colin Blakely Profile (angol nyelven). famousfix.com. (Hozzáférés: 2023. április 30.)